# Ricky Petrucciani
Ricky Petrucciani, född 30 juni 2000 i Locarno, är en schweizisk friidrottare som främst tävlar i kortdistanslöpning. Han tävlar för LC Zürich och har tidigare tävlat för Virtus Locarno. Petrucciani har blivit schweizisk mästare sex gånger på 400 meter, varav tre gånger utomhus (2019–2021) och tre gånger inomhus (2018–2020). Han har även blivit schweizisk mästare en gång på 60 meter (2022).

## Karriär

### 2016–2017
I juli 2016 tävlade Petrucciani i sitt första internationella mästerskap vid ungdoms-EM i Tbilisi, där han blev utslagen i försöksheatet på 400 meter efter ett lopp på 49,75 sekunder. Petrucciani var även en del av Schweiz stafettlag som blev utslagna i försöksheatet i svensk stafett med tiden 2.00,52.
I februari 2017 tog han silver på 400 meter vid schweiziska inomhusmästerskapen med ett lopp på 47,95 sekunder och blev endast besegrad av Luca Flück. I juli samma år tävlade Petrucciani vid junior-EM i Grosseto, där han blev utslagen i semifinalen på 400 meter efter ett lopp på 47,41 sekunder. Petrucciani var även en del av Schweiz stafettlag som slutade på sjätte plats på 4×400 meter med tiden 3.11,67.

### 2018–2019
I februari 2018 tog Petrucciani guld på 400 meter vid schweiziska inomhusmästerskapen i Magglingen med ett lopp på 47,57 sekunder. I juli samma år tävlade han vid junior-VM i Tammerfors. Petrucciani blev då utslagen i semifinalen på 400 meter efter ett lopp på 47,39 sekunder samt var en del av Schweiz stafettlag som blev utslagna i försöksheatet på 4×400 meter med tiden 3.09,48, vilket var ett nytt schweiziskt U20-rekord. Följande månad var Petrucciani en del av Schweiz stafettlag som blev diskvalificerade på 4×400 meter vid EM i Berlin.
I februari 2019 tog Petrucciani sitt andra raka guld på 400 meter vid schweiziska inomhusmästerskapen i St. Gallen med ett lopp på 47,20 sekunder och klarade samtidigt kvalgränsen till inomhus-EM i Glasgow. Följande månad vid inomhus-EM i Glasgow blev han utslagen i försöksheatet på 400 meter efter ett lopp på 47,83 sekunder. I juli samma år tog Petrucciani brons på 400 meter vid junior-EM i Borås efter ett lopp på 46,34 sekunder, vilket var hans första medalj i ett internationellt mästerskap. Följande månad vid schweiziska mästerskapen i Basel tog Petrucciani guld på 400 meter med ett lopp på 46,82 sekunder.

### 2020–2021
I februari 2020 tog Petrucciani sitt tredje raka guld på 400 meter vid schweiziska inomhusmästerskapen i St. Gallen med ett lopp på 47,23 sekunder. I september 2020 tog han även sitt andra raka guld på 400 meter vid schweiziska mästerskapen i Basel efter ett lopp på 46,39 sekunder.
I februari 2021 tog Petrucciani silver bakom Charles Devantay på 400 meter vid schweiziska inomhusmästerskapen i Magglingen efter ett lopp på 46,82 sekunder, vilket var ett nytt schweiziskt U23-inomhusrekord. Följande månad tävlade Petrucciani vid inomhus-EM i Toruń, där han blev utslagen i semifinalen trots ett nytt personbästa på 46,72 sekunder. I juni samma år tog Petrucciani sitt tredje raka guld på 400 meter vid schweiziska mästerskapen i Langenthal efter ett lopp på personbästat 45,69 sekunder.
I juli 2021 tog han guld på 400 meter och satte ett nytt personbästa samt mästerskapsrekord på 45,02 sekunder vid U23-EM i Tallinn. Petrucciani var även en del av Schweiz stafettlag som inte lyckades fullfölja finalen på 4×400 meter efter ett lagkamraten Filippo Moggi fallit. Följande månad tävlade Petrucciani för Schweiz vid OS i Tokyo, där han blev utslagen i semifinalen på 400 meter med ett lopp på 45,26 sekunder.

### 2022–2023
I februari 2022 tog Petrucciani guld på 60 meter vid schweiziska inomhusmästerskapen i Magglingen med ett lopp på 6,68 sekunder. I juni samma år tog han silver på 400 meter vid schweiziska mästerskapen i Zürich. Petrucciani besegrades av Lionel Spitz och hade dessförinnan vunnit grenen tre år i rad. Månaden därpå tävlade han vid VM i Eugene men tog sig inte vidare från försöksheatet på 400 meter efter ett lopp på 46,60 sekunder. I augusti 2022 vid EM i München tog Petrucciani silver på 400 meter efter ett lopp på 45,03 sekunder.
I februari 2023 tog Petrucciani brons på 60 meter vid schweiziska inomhusmästerskapen i St. Gallen efter ett lopp på 6,72 sekunder. Följande månad tävlade han vid inomhus-EM i Istanbul men tog sig inte vidare från försöksheatet på 400 meter.

## Tävlingar

### Internationella
| År                   | Tävling                        | Plats                | Placering            | Gren                 | Tid                  |
| Tävlande för Schweiz | Tävlande för Schweiz           | Tävlande för Schweiz | Tävlande för Schweiz | Tävlande för Schweiz | Tävlande för Schweiz |
| -------------------- | ------------------------------ | -------------------- | -------------------- | -------------------- | -------------------- |
| 2016                 | Ungdomseuropamästerskapen      | Tbilisi              | 21:a (h)             | 400 meter            | 49,75 s              |
| 2016                 | Ungdomseuropamästerskapen      | Tbilisi              | 11:e (h)             | Svensk stafett       | 2.00,52              |
| 2017                 | Junioreuropamästerskapen       | Grosseto             | 10:e (sf)            | 400 meter            | 47,41 s              |
| 2017                 | Junioreuropamästerskapen       | Grosseto             | 6:e                  | 4×400 m stafett      | 3.11,67              |
| 2018                 | Juniorvärldsmästerskapen       | Tammerfors           | 18:e (sf)            | 400 meter            | 47,39 s              |
| 2018                 | Juniorvärldsmästerskapen       | Tammerfors           | 9:e (h)              | 4×400 m stafett      | 3.09,48              |
| 2018                 | Europamästerskapen             | Berlin               | –                    | 4×400 m stafett      | 0DSQ0                |
| 2019                 | Europeiska inomhusmästerskapen | Glasgow              | 16:e (h)             | 400 meter            | 47,83 s              |
| 2019                 | Junioreuropamästerskapen       | Borås                | 3:e                  | 400 meter            | 46,34 s              |
| 2021                 | Europeiska inomhusmästerskapen | Toruń                | 7:e (sf)             | 400 meter            | 46,72 s              |
| 2021                 | U23-europamästerskapen         | Tallinn              | 1:a                  | 400 meter            | 45,02 s              |
| 2021                 | U23-europamästerskapen         | Tallinn              | –                    | 4×400 m stafett      | 0DNF0                |
| 2021                 | Olympiska sommarspelen         | Tokyo                | 14:e (sf)            | 400 meter            | 45,26 s              |
| 2022                 | Världsmästerskapen             | Eugene               | 34:e (h)             | 400 meter            | 46,60 s              |
| 2022                 | Europamästerskapen             | München              | 2:a                  | 400 meter            | 45,03 s              |
| 2023                 | Europeiska inomhusmästerskapen | Istanbul             | 20:e (h)             | 400 meter            | 47,32 s              |
| 2023                 | Europeiska spelen              | Chorzów              | 8:e                  | 4×400 m mixstafett   | 3.14,22              |
| 2023                 | Världsmästerskapen             | Budapest             | 11:e (h)             | 4×400 m mixstafett   | 3.14,38              |

### Nationella
| - Schweiziska friidrottsmästerskapen (utomhus): - 2019: Guld – 400 meter (46,82 sekunder, Basel) - 2020: Guld – 400 meter (46,39 sekunder, Basel) - 2021: Guld – 400 meter (45,69 sekunder, Langenthal) - 2022: Silver – 400 meter (45,99 sekunder, Zürich) - 2023: Silver – 400 meter (46,58 sekunder, Bellinzona) | - Schweiziska friidrottsmästerskapen (inomhus): - 2017: Silver – 400 meter (47,95 sekunder, Magglingen) - 2018: Guld – 400 meter (47,57 sekunder, Magglingen) - 2019: Guld – 400 meter (47,20 sekunder, St. Gallen) - 2020: Guld – 400 meter (47,23 sekunder, St. Gallen) - 2021: Silver – 400 meter (46,82 sekunder, Magglingen) - 2022: Guld – 60 meter (6,68 sekunder, Magglingen) - 2023: Brons – 60 meter (6,72 sekunder, St. Gallen) |

## Personliga rekord
| Utomhus - 100 meter – 10,24 s (Bern, 21 augusti 2021) - 200 meter – 20,72 s (Bern, 21 augusti 2021) - 400 meter – 45,02 s (Tallinn, 10 juli 2021) | Inomhus - 60 meter – 6,68 s (Magglingen, 26 februari 2022) - 200 meter – 21,50 s (Magglingen, 6 februari 2021) - 400 meter – 46,27 s (Magglingen, 4 februari 2023) |